# Szojuz–7
A Szojuz–7 (orosz: Союз 7) szovjet háromszemélyes Szojuz űrhajó. Föld körüli pályán együtt repült az aktív Szojuz–6-tal és a passzív Szojuz–8 űrhajóval. A három űrhajót egymás követő napokon indították.

## Küldetés
A program fő feladata a Földről irányított és az autonóm navigációs űrrandevú, a földfelszíni, légköri, csillagászati és orvosi megfigyelések, valamint a kapcsolódó mérések végrehajtása.

## Jellemzői
Központi tervező iroda CKBEM <= Центральное конструкторское бюро экспериментального машиностроения (ЦКБЕМ)> (OKB-1 <= ОКБ-1>, most OAO RKK Energiya im. SP Korolev <= ОАО РКК Энергия им. С. П. Королёва> – Központi Kísérleti Gépgyártási Tervezőiroda). Az űrhajót kis átalakítással emberes programra, teherszállításra és mentésre (leszállásra) tervezték.
1969. október 12-én a Bajkonuri űrrepülőtér indítóállomásról egy Szojuz hordozórakéta (11А511) juttatta Föld körüli, közeli körpályára. Az orbitális egység pályája 88.63 perces, 51.67 fokos hajlásszögű, elliptikus pálya-perigeuma 207 kilométer, apogeuma 226 kilométer volt. Hasznos tömege 6570 kilogramm. Az űrhajó napelemek nélkül, kémiai akkumulátorokkal 14 napos program végrehajtására volt alkalmas. Összesen 4 napot, 22 órát, 40 percet és 23 másodpercet töltött a világűrben. Összesen 80 alkalommal kerülte meg a Földet.
Felépítése megegyezik a Szojuz–5 űrhajóval, de belső változtatásokon ment keresztül. Elhagyták az automatikus űrrandevú rádiótechnikai elemeinek egy részét, az orbitális kabin levegőfeltöltő rendszerét és a szkafandereket. Elhelyezték a kis tolóerejű helyzetváltoztatást segítő rakéták (gázfúvókák) irányítókarját, az egyik ablakhoz szerelték a szextánst.
A Szojuz–6 Föld körüli pályán együtt repült, az egymás utáni napokon felbocsátott a Szojuz–7 és a Szojuz–8 űrhajóval, aktívan részt vett a közös manőverekben. Egymás megközelítésében a Szojuz–6 az aktív űrhajó szerepét játszotta. A földi irányítóközpont automatikus vezérléssel közelítette egymáshoz az űrhajókat, majd az űrhajósok rádiókapcsolat segítségével kézi vezérléssel közelítették meg egymást. A megközelítéseket a Szojuz–6 fedélzetéről Valerij Kubaszov filmezte. A három űrhajó csoportos űrrepülése 4 óra 29 percig tartott, azaz három Föld körüli keringésen keresztül. A Szojuz–7 és Szojuz–8 35 óra, 19 percen (mintegy 24 keringésen) keresztül páros repülést hajtott végre.
Október 17-én a 81 fordulatban belépett a légkörbe, hagyományos leszállási technikával – ejtőernyős leereszkedés – Karagandi városától 155 kilométerre északnyugatra érkezett vissza a Földre.

## Személyzet
- Anatolij Filipcsenko űrhajós parancsnok
- Vlagyiszlav Volkov űrhajós fedélzeti mérnök
- Viktor Gorbatko űrhajós kutatómérnök

### Tartalék személyzet
- Vlagyimir Satalov űrhajós parancsnok
- Alekszej Jeliszejev kutatóűrhajós
- Pjotr Ivanovics Kologyin fedélzeti mérnök

## További információk

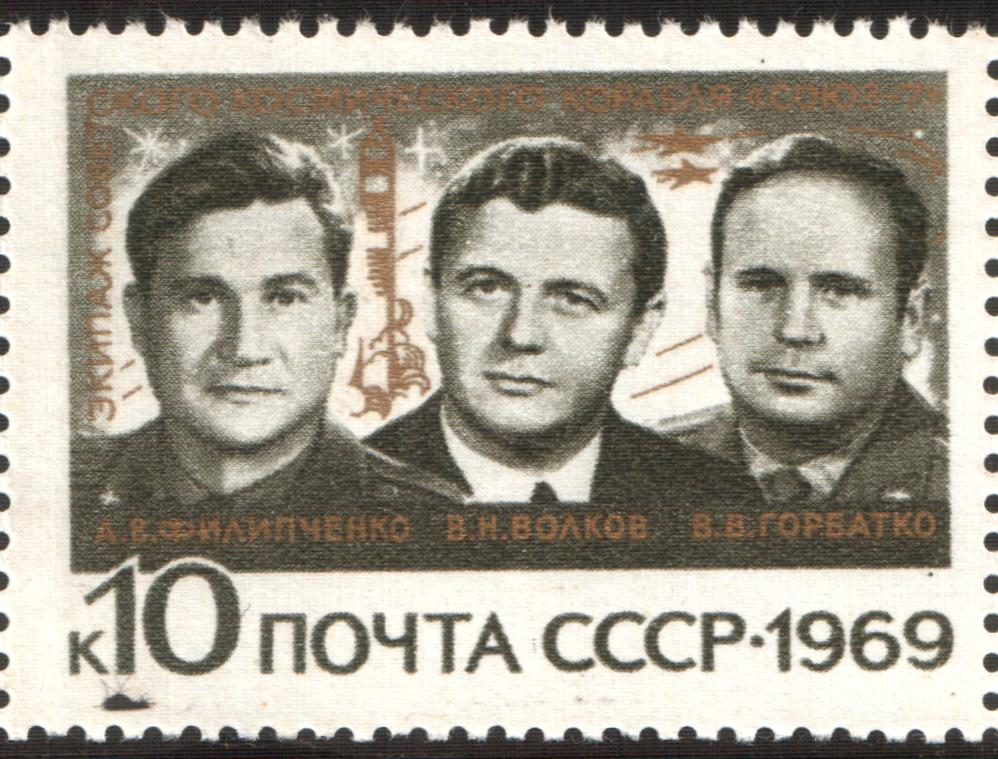
A Szojuz–7 űrhajó személyzete: A. V. Filipcsenko, V. N. Volkov, V. V. Gorbatko. (Szovjet postabélyeg, 1969.)